# Tyranny of Souls
Albums de Bruce Dickinson
The Best of Bruce Dickinson
(2001) The Mandrake Project
(2024)
Tyranny of Souls est un album de Bruce Dickinson sorti le 23 mai 2005.
Cet album marque le retour du chanteur britannique après sept longues années de silence. Bruce Dickinson revient pour la première fois en solo depuis qu'il a réintégré Iron Maiden en 1999. Il est accompagné par Roy Z qui assure la production ainsi que toutes les guitares de l'album. Cet album, réalisé après Dance of Death d'Iron Maiden, est ancré dans l'optique d'un successeur à The Chemical Wedding. L'album commence par une introduction chaotique qui annonce un album très sombre mais qui est suivi de deux titres extrêmement dynamiques où Bruce Dickinson prouve qu'il n'a pas perdu sa voix. Alors que la deuxième partie de l'album est plus progressive et beaucoup plus sombre, elle représente parfaitement le chanteur et son style de metal moins Heavy mais plus recherché.
La chanson Navigate the Seas of the Sun est l'unique ballade de l'album dans la lignée de Tears of the Dragon et dans laquelle Bruce Dickinson s'inspire de son expérience de pilote.
La chanson Kill Devil Hill est quant à elle inspirée du premier vol des frères Wright en 1903.
L'album n'est pas réalisé en live faute de moyen mais en analogique. C'est la première fois que Bruce Dickinson utilise ce type de matériel. L'album aux riffs assez lourds et aux harmonies de guitares assez équilibrées est une vraie bouffée d'air pour Bruce Dickinson qui peut donner libre cours à sa créativité et où il entraine l'auditeur dans une pensée très obscure comme dans la chanson Kill Devil Hill ou encore Believil. L'album s'achève avec A Tyranny of Souls,  véritable hymne qui se révèle être la clé de voûte de l'album.

## Liste des titres
1. Mars Within - 1 min 29 s
2. Abduction - 3 min 50 s
3. Soul Intruders - 3 min 52 s
4. Kill Devil Hill - 5 min 07 s
5. Navigate the Sea of the Sun - 5 min 53 s
6. River of No Return - 5 min 15 s
7. Power of the Sun - 3 min 29 s
8. Devil on a Hog - 4 min 01 s
9. Believil - 4 min 50 s
10. A Tyranny of Souls - 5 min 47 s